# Baghramjan (Wagharszapat)
Baghramjan (orm. Բաղրամյանի) – wieś w Armenii, w prowincji Armawir. W 2011 roku liczyła 2838 mieszkańców.